# Раппольтштейн, Вильгельм II цу
Вильгельм II цу Раппольтштейн (нем. Wilhelm II zu Rappoltstein; 22 августа 1468, Раппольтсвейлер — 7 сентября 1547), герр цу Раппольштейн унд Хоэнак, герр цу Герольдсек ам Васихин — придворный и военный деятель Священной Римской империи.

## Биография
Эльзасский сеньор, принадлежавший к старинному роду Раппольтштейнов. Сын Вильгельма I, герра цу Раппольтштейн, и Жанны де Нёшатель. Владел своими сеньориями вместе с дядей Максимином Смассманом II (ум. 1517) и двоюродным братом Бруно II (ум. 1513).
У франкоязычных авторов и в списках рыцарей Золотого руна именуется Гийомом II де Рибопьером (по названию одного из феодов его семьи), так у Мориса назван «Guillaume de Ribaupierre (ou Rapoltstein)».
По словам Жана-Батиста Мориса, в 1488 году сопровождал императора Фридриха III, пришедшего из Германии в Нидерланды с большой армией, дабы освободить своего сына Максимилиана, задержанного жителями Брюгге.

Он служил этому великому Принцу (бывшему слабым) во всех случаях, которые ему представлялись, и был спутником во всех войнах, и одним из наиболее верных и преданных советников и камергеров его двора. Он даже нес его знамя в войне с венецианцами.— Maurice, Jean-Baptiste. Le blason des armoiries de tous les chevaliers de l'ordre de la Toison d'Or depuis la première institution jusques à present, p. 166
«Доблестный и неустрашимый солдат», добившийся большого почета у Максимилиана I, Карла V и Фердинанда Австрийского, которого несколько раз представлял на рейхстагах, в том числе в Вормсе (1521) и Аугсбурге (1530). Максимилиан именовал его дражайшим кузеном, назначил личным советником и гофмаршалом, а также поручил нести имперское знамя.
Доказал свои большие военные познания во время осады Падуи в 1509 году. «Назначенный ландфогтом Эльзаса, он удостоился милости императора Карла V, пожаловавшего ему в награду за храбрость золотые кавалерийские шпоры, одновременно с королями Португалии, Богемии и Венгрии, герцогом Альбой и 16 наиболее храбрыми сеньорами, служившими в армии (1516)».
В ноябре 1516 на капитуле в Брюсселе был принят в рыцари ордена Золотого руна.
Следовал за императором в Италию, во время кампании против Венеции, отличился при осаде Мантуи в 1517 году, первым взобравшись на брешь.
Во время крестьянских войн показал себя противником религиозных новшеств, и остался предан вере отцов. Покрыл себя славой в кампаниях против турок в Венгрии.

## Семья
Жена (20.02.1490): Матильда (Маргарета) фон Цвайбрюккен-Битш (ум. 17.05.1505), дочь графа Симона VI фон Цвайбрюккен-Битша и Элизабет фон Лихтенберг-Лихтенау
Дети:
- Ульрих IX цу Раппольтштейн (ок. 1493—25.7.1531), герр цу Раппольтштейн с 1513, ландфогт Верхнего Эльзаса. Жена (10.07.1522): графиня Анна Александра цу Фюрстенберг (1504—1581), дочь графа Вольфганга цу Фюрстенберга и Элизабет цу Зольмс, графини цу Зольмс-Браунфельс
- Маргарета цу Раппольтштейн (ум. 1566). Муж (1516): граф Кристоф Филипп фон Лихтенштейн цу Кастелькорн (ок. 1495—1547)

## Комментарии
1. ↑  Вероятно, речь идет об обстоятельствах приема в рыцари ордена Золотого руна. Карл Габсбург тогда еще не был императором